# Pierre Desproges
Pierre Desproges (Pantin, 1939 - París, 1988) fou un humorista francès conegut pel seu humor negre i la seva manera de parlar molt literària. En el seu temps, va col·laborar amb altres artistes francesos com Guy Bedos, Thierry Le Luron, l'editorial de Charlie-hebdo, Daniel Prevost, Claude villers o Luis Rego, abans de morir d'un cancer. Va ser enterrat al cementiri del Père-Lachaise, a París.

## Obres
(Totes les obres són disponibles en francès)
- Le Petit Reporter (El petit periodista), 1981,
- Grandes gueules par deux (Grans boques per dos), 1981, (textos, dibuixos de Ricord, Morchoisme i Mulatier)
- Des Femmes qui tombent (Dones que cauen), 1985, (novela)
- La Minute nécessaire de monsieur Cyclopède (El minut necessari sel Senyor Cyclopède), 1995, (textos curts), reeditat el 1999; 
  - Els archius video disponibles en dvd (francès) es diuen:L'indispensable encyclopédie de monsieur Cyclopède (L'indispensable enciclopedia del senyor Cyclopède).
- Les Bons Conseils du professeur Corbiniou (Els bons consells del professor Corbiniou)
- Les Réquisitoires du Tribunal des flagrants délires (El tribunal dels riures flagrants)en dos volums.
- Chroniques de la haine ordinaire (Cròniques de l'odi ordinari)
- Manuel du savoir-vivre à l'usage des rustres et des malpolis (Manual d'educació dedicat als brètols i als maleducats)
- Vivons heureux en attendant la mort (Visquem feliços esperant la mort)
- Dictionnaire superflu à l'usage de l'élite et des biens nantis (Diccionari superflu dedicat als rics i als burgesos)
- Pierre Desproges, La scène(Pierre Desproges, l'escena), reeditat en doble CD